# Ingadóttir
Ingadóttir ist ein isländischer Name.

## Herkunft und Bedeutung
Der Name ist ein Patronym und bedeutet Tochter des Ingi. Die männliche Entsprechung ist Ingason (Sohn des Ingi).

## Namensträgerinnen
- Álfheiður Ingadóttir (* 1951), isländische Politikerin
- Sigríður Ingibjörg Ingadóttir (* 1968), isländische Politikerin